# Paraleptophlebia ontario
Paraleptophlebia ontario is een haft uit de familie Leptophlebiidae. De wetenschappelijke naam van de soort is voor het eerst geldig gepubliceerd in 1926 door McDunnough.
De soort komt voor in het Nearctisch gebied.